# Michel Ghaoui
Michel Ghaoui, znany także jako Michel Ghawi (ar. ميشال غاوي) – libański bokser, uczestnik Letnich Igrzysk Olimpijskich 1948.
Boks zaczął uprawiać w wieku 15 lat, przed 1948 rokiem był mistrzem Libanu. 
Jako pierwszy libański bokser wziął udział w igrzyskach olimpijskich. W Londynie w 1948 roku wystartował w wadze piórkowej, odpadł jednak w 1/16 finału po porażce z Chilijczykiem Manuelem Videllą.